# Evropská ženská lobby
Evropská ženská lobby je největší zastřešující organizace ženských sdružení v Evropské unii. Byla založena v roce 1990 na podporu práv žen a rovnoprávnosti mezi ženami a muži. Reprezentuje více než 2000 organizací. Členy Evropské ženské lobby jsou organizace 26 členských států Evropské unie, třech kandidátských zemích Evropské unie, Islandu a Spojeného království, a také celoevropské organizace.
Evropská ženská lobby, jež sídlí v Bruselu v Belgii, je jednou z nejdéle působících nevládních organizací na evropské úrovni a úzce spolupracuje s evropskými institucemi a partnery z řad občanské společnosti. Generální tajemnicí je Joanna Maycock, která se stala členkou této organizace v roce 2014. Na mezinárodní úrovni má Evropská ženská lobby poradní status v Radě Evropy a pravidelně se účastní činnosti Komise OSN pro postavení žen. 